# 파올로 스탄차니
파올로 스탄차니(이탈리아어: Paolo Stanzani, 1936년 7월 20일~2017년 1월 18일)는 이탈리아의 기계공학자이자 자동차 디자이너이다.

## 생애

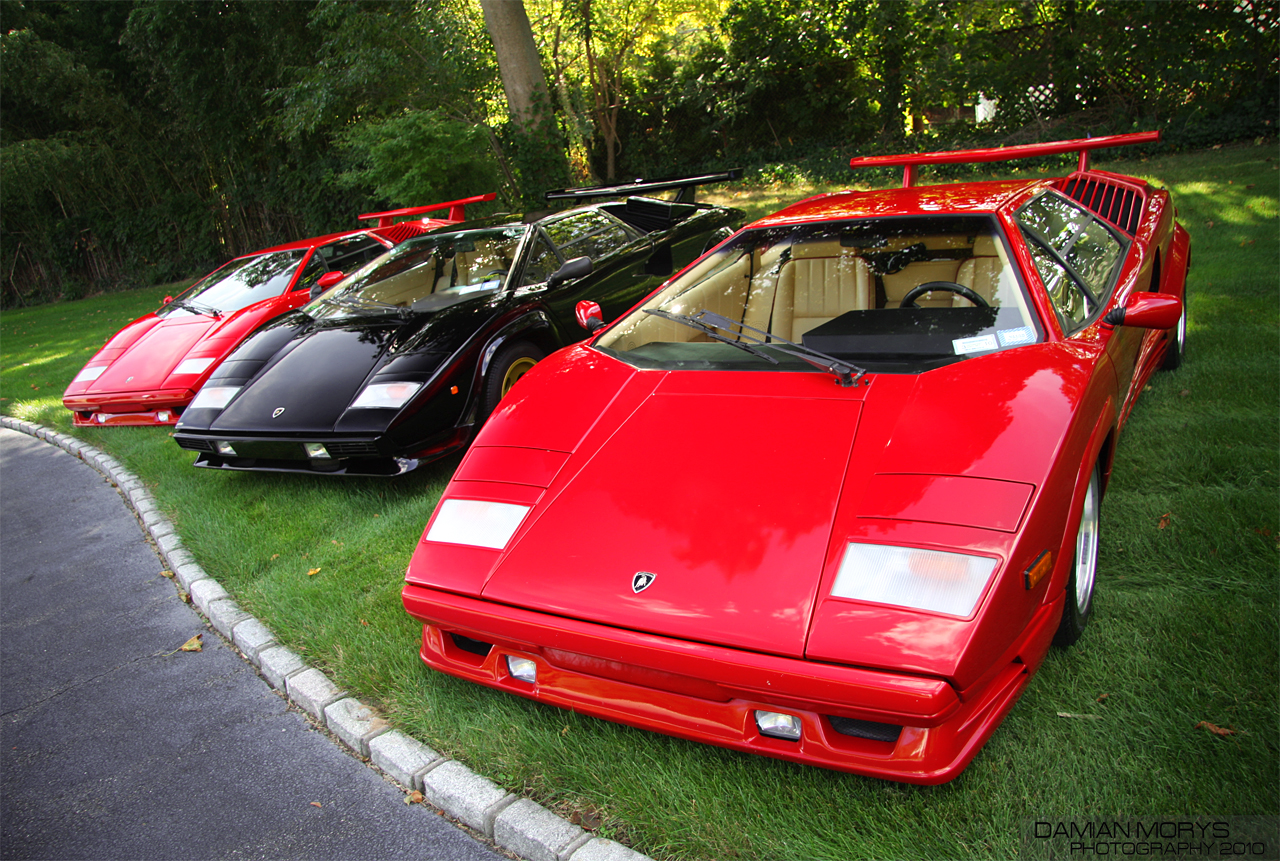
람보르기니 쿤타치

파올로 스탄차니는 1936년 7월 20일 볼로냐에서 태어났다. 그의 아버지는 렌치 운송회사에서 근무했으며, 어린 시절 스탄차니는 가능할 때마다 아버지를 따라다니며 트럭과 내연기관에 익숙해졌다. 기계에 대한 관심과 재능으로 그는 볼로냐 대학교에서 기계공학을 전공했고, ‘유압 프리앰프의 연구(Study of Hydraulic preamplifiers)’라는 논문으로 1962년 여름 학위를 받았다.
졸업 후 스탄차니는 1963년 9월 30일, 페루치오 람보르기니 자동차(Automobili Ferruccio Lamborghini S.p.A.)에 곧바로 채용되어, 약 한 달 먼저 입사한 당시 기술 책임자이자 엔지니어 잠파올로 달라라의 보조로 일하게 되었다. 그는 1975년까지 람보르기니에서 근무한 뒤 자신의 컨설팅 회사를 설립했고, 이후 부활한 캄포갈리아노의 부가티 오토모빌리를 비롯해 여러 제조사와 협력했다.
그는 첫 람보르기니 양산차의 ‘창시자’ 중 한 명으로 평가되며, 특히 미우라 개발에 중요한 기술적 역할을 맡았다. 또한 에스파다, 우라코, 쿤타치, 부가티 EB 110의 ‘아버지’로 불린다.

## 초기 생애와 디자인

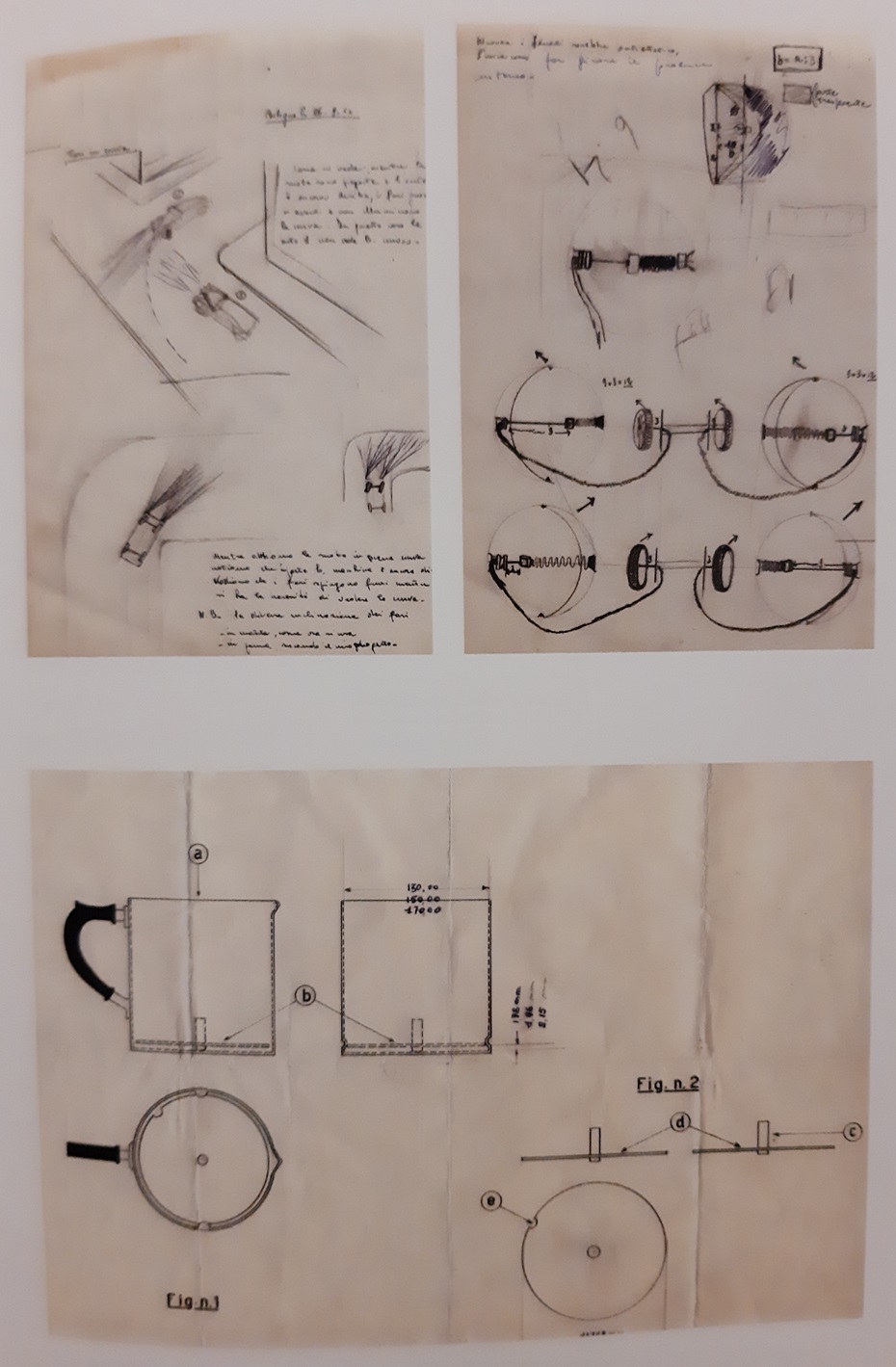
10대 시절 파올로 스탄차니가 만든 특허 도면

그가 16세에 처음 고안하고 발명한 것은 우유가 끓어 넘치는 것을 방지하는 우유 가열 장치에 대한 특허였다. 그는 이 특허를 판매한 수익으로 라베르다 75 소형 오토바이를 구입했는데, 당시 운전면허 취득 연령에 도달하지 못했기 때문에 어머니 명의로 등록했다.

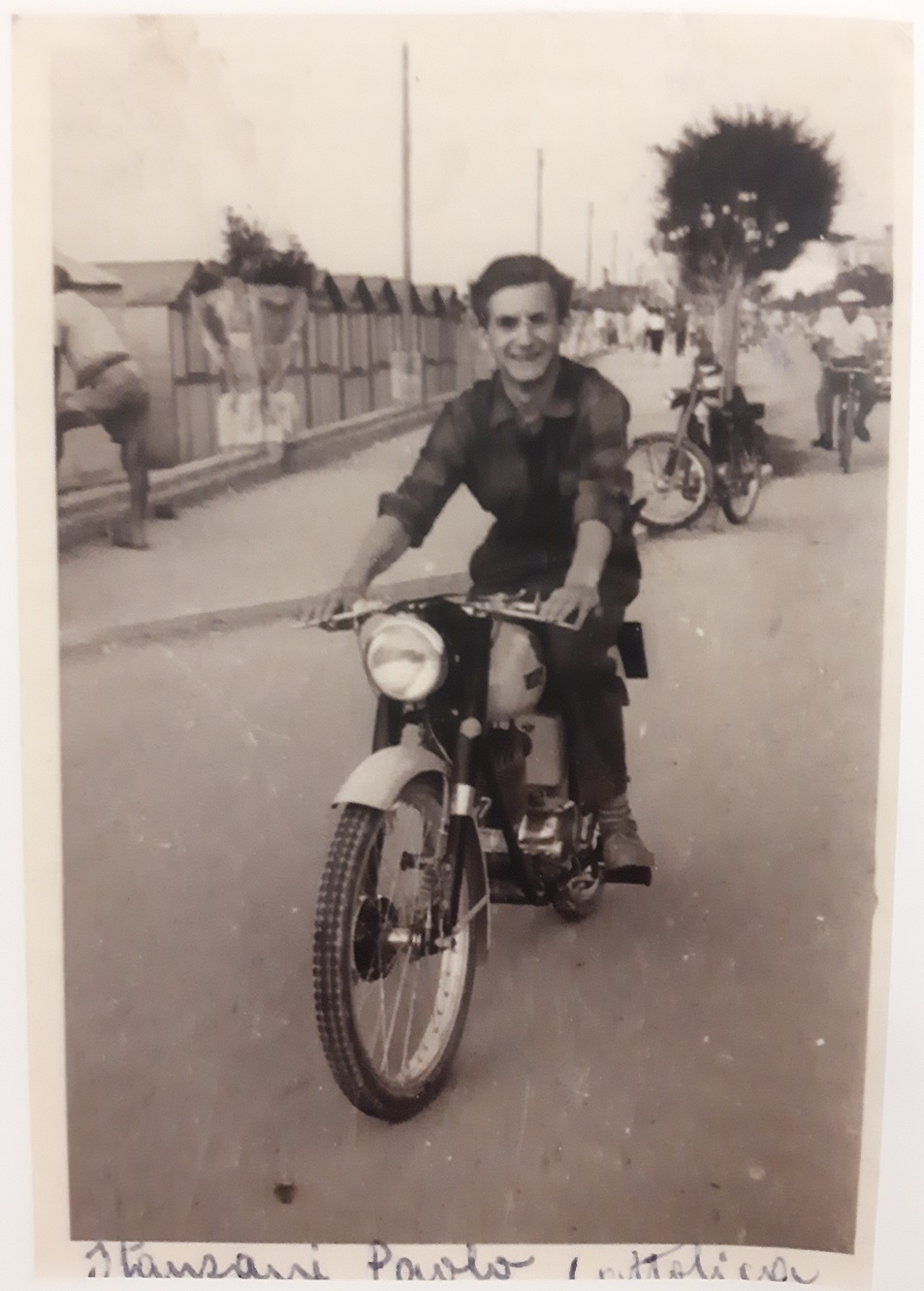
리미니의 카톨리카 해변 마을에서 라베르다 75를 운전하고 있는 파올로 스탄차니, 1952년

그는 또한 운전자의 조향 방향에 따라 헤드라이트가 회전하는 시스템을 고안하여 피아트(FIAT)에 제안했으나, 피아트 측은 관심을 보이지 않았다. 같은 아이디어는 이후 시트로엥(Citroën)에 의해 구현되었다.

## 람보르기니에서의 경력

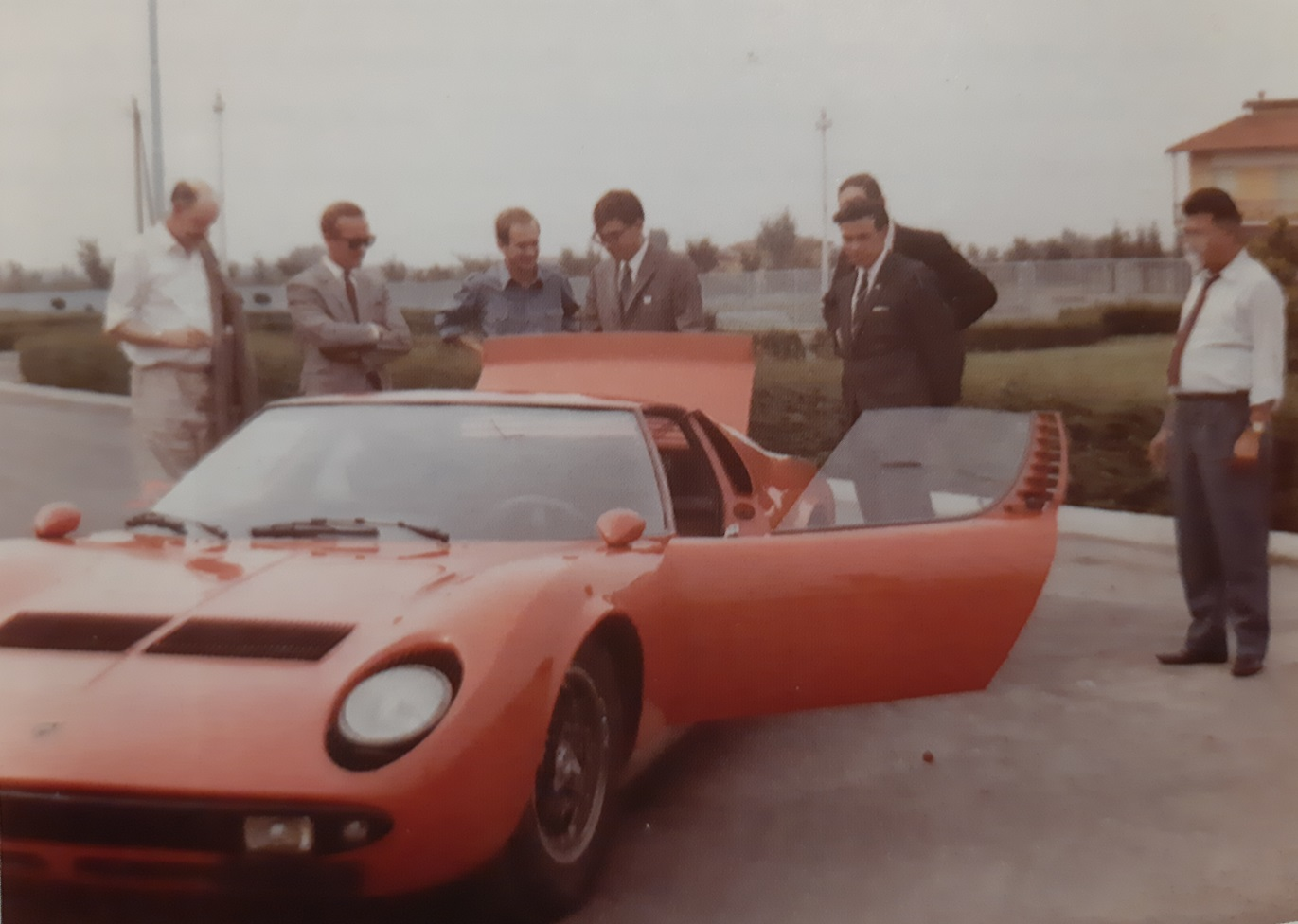
람보르기니 공장을 방문한 로터스 창립자 콜린 채프먼과 F1/F2 드라이버 짐 클라크, 1967년

스탄차니는 1963년부터 1975년까지 람보르기니에서 근무했으며, 여러 차종이 출시되어 판매된 회사의 생산성과 성공이 높은 시기였다. 그러나 1973년 오일쇼크는 대배기량·고성능(높은 연료 소모) 차량에 큰 타격을 주었다. 스탄차니가 처음 맡은 주요 업무는 람보르기니 최초의 로드카인 350 GT의 엔진을 재설계하여, 일상적인 주행에 적합하고 제조 비용을 줄이는 것이었다. 전 페라리 엔진 디자이너 조토 비차리니는 높은 리프트 캠샤프트, 단조 가공된 커넥팅 로드 등 레이싱 부품을 사용해 페루치오 람보르기니가 요구한 목표를 달성했지만, 스탄차니의 임무는 부품 단가를 낮추는 것이었다. 그는 단조 커넥팅 로드를 주조품으로 바꾸고, 저회전에서 토크를 발휘하도록 캠샤프트 프로파일을 수정했으며, 합리적인 가격과 주행성을 만족하는 카뷰레터를 조달했다.
1967년까지 스탄차니는 주로 치수·구조 계산, ‘레파르토 에스페리엔체(Reparto Esperienze)’ 테스트 부서(엔진 시험실, 도로 시험, 형식승인)와 차체 제작사(투어링, 베르토네, 마라치, 자가토, 실라트)와의 협업을 담당했다. 이 시기는 350 GT, 400 GT, 이슬레로(Islero), 그리고 무엇보다 미우라의 시대였다. 스탄차니는 미우라의 창시자 중 한 명이다. 개발 당시 미우라는 도로용 차량으로는 혁신적인 여러 특징을 갖추었는데, 대표적으로 횡배치 V12 엔진과 일체형 변속기를 꼽을 수 있다. 이는 달라라, 스탄차니, 그리고 엔진을 맡은 비짜리니의 성공적인 협업의 결실이었다. 람보르기니의 혁신적인 분위기 속에서 스탄차니는 “오늘 다른 사람들이 내일 할 일을 하자(Do today what others will do tomorrow)”라는 목표를 세웠다.
1967년부터 스탄차니는 총지배인 자리에 올랐고, 1968년부터는 기술 이사도 겸임했다. 원래 경력상 이 자리는 달라라에게 돌아가야 했지만, 페루치오 람보르기니는 스탄차니의 헌신을 더 높이 평가했거나, 달라라가 레이싱에 더 관심이 많다고 판단했을 가능성이 있다. 달라라는 곧 회사를 떠났지만, 이후로도 스탄차니와 좋은 관계를 유지했다.
이 시기에 에스파다, 하라마(Jarama), 미우라 S, 미우라 SV, 우라코, 쿤타치와 같은 전설적인 모델이 양산되었다. 또한 스탄차니는 람보르기니에 재직 중이던 1972년 뮌헨 올림픽을 기념하기 위해 제작된 BMW 터보 컨셉카 개발을 이끌었는데, 스타일링은 폴 브락(Paul Bracq)이 맡았으며, 차체는 우라코의 섀시를 기반으로 하고, 엔진은 BMW 2002tii에서 파생된 2.0리터 4기통 엔진이었다.
페루치오 람보르기니가 회사 지분 51%를 스위스인 조르주-앙리 로세티(Georges-Henri Rossetti)에게, 나머지 49%를 르네 레이머(René Leimer)에게 매각한 후, 스탄차니는 새 경영진으로부터 의사결정과 재정 지원을 얻기 어려워져 1975년 2월 회사를 떠났다. 회사는 1978년에 파산했다.

## 슈퍼카를 넘어선 활동
스탄차니는 부유층 개인에게 고성능 차량을 설계·판매하는 것이 사회에 얼마나 이익이 되는지에 대해 개인적인 고민을 하게 되었고, 그다지 사회적으로 유익하지 않다고 생각하기 시작했다. 이에 그는 이탈리아 국영 석유 기업인 ENI 그룹(Ente Nazionale Idrocarburi) 산하의 한 회사에서 일하기로 했다. 이 회사는 물댐을 건설했으며, 예를 들어 포를리와 피렌체 사이에 위치한 리드라콜리(Ridracoli) 댐 프로젝트가 있었다. 1979년부터 1986년까지 그는 르노(Renault), 알파 로메오(Alfa Romeo), 스즈키(Suzuki) 등 일부 자동차 제조사와 계약 설계를 진행했고, 볼로냐에 공학 및 경영 컨설팅 회사를 설립했다. 이 회사는 시간이 지나면서 성장해 PRO 그룹이 되었고, 기업 경영 소프트웨어와 기술 프로젝트 관리 솔루션을 제공하는 글로벌 IT 파트너로 활동하게 되었다.

## 부가티의 부활
스탄차니는 1975년 이후에도 페루치오 람보르기니와 친분을 유지했으며, 움브리아(Umbria)에 있는 그의 영지 ‘라 피오리타(La Fiorita)’를 종종 방문했다. 람보르기니는 또 다른 스포츠카를 만들고 싶다는 꿈을 이야기하기 시작했지만, 스탄차니는 차체 제작과 엔진 개발에 드는 높은 비용을 이유로 현실적인 반대 의견을 자주 내놓았다. 그러나 누초 베르토네(Nuccio Bertone)가 초기 논의에 참여하면서 프로젝트 가능성이 보다 구체화되었다. 람보르기니와 베르토네는 서로에 대한 신뢰가 매우 두터웠기 때문이다. 다만, 이 아이디어를 실행하려면 재정적 지원을 해줄 투자자를 찾을 필요가 있었다.
전 람보르기니 기술 이사 프랑코 바라르디니(Franco Baraldini, 1989년부터 INECO 딜러십 운영)는 페루치오 람보르기니와 로마노 아르티올리(Romano Artioli)를 연결해주었다. 로마노 아르티올리는 1978년 형인 잔카를로 아르티올리(Giancarlo Artioli)가 설립한 오토엑스포(Autoexpo) 회사를 통해 이탈리아와 유럽에 차량을 수입·등록해왔으며, 페라리, 스즈키 등 여러 차종 판매에서 성공을 거두고 있었다. 그는 어린 시절부터 꿈꾸던 부가티 브랜드의 부활에 필요한 자금을 갖추고 있었지만, 람보르기니는 곧 흥미를 잃고 프로젝트에서 손을 뗐다. 대신 스탄차니에게 계속 진행하라고 조언했다.
스탄차니는 초기 프로젝트 명칭으로 FL12(‘Ferruccio Lamborghini 12 Cylinders’의 약자)를 유지했으며, 차량의 기계적 레이아웃은 치제타-모로더 V16T의 엔진과 여러 설계를 담당했던 테크노스틸레(Tecnostile)에서 작업이 시작되었다. 테크노스틸레 창립자 아킬레 베비니(Achille Bevini)와 올리비에로 페드라치(Oliviero Pedrazzi)는 람보르기니에서 첫 로드카용 비짜리니 엔진 도면 작업을 했던 제도사로서 스탄차니와 잘 아는 사이였다. 약 15명의 테크노스틸레 팀은 V12 엔진, 알루미늄 허니콤 섀시, 서스펜션과 차량에 필요한 대부분의 부품 설계를 담당했다.

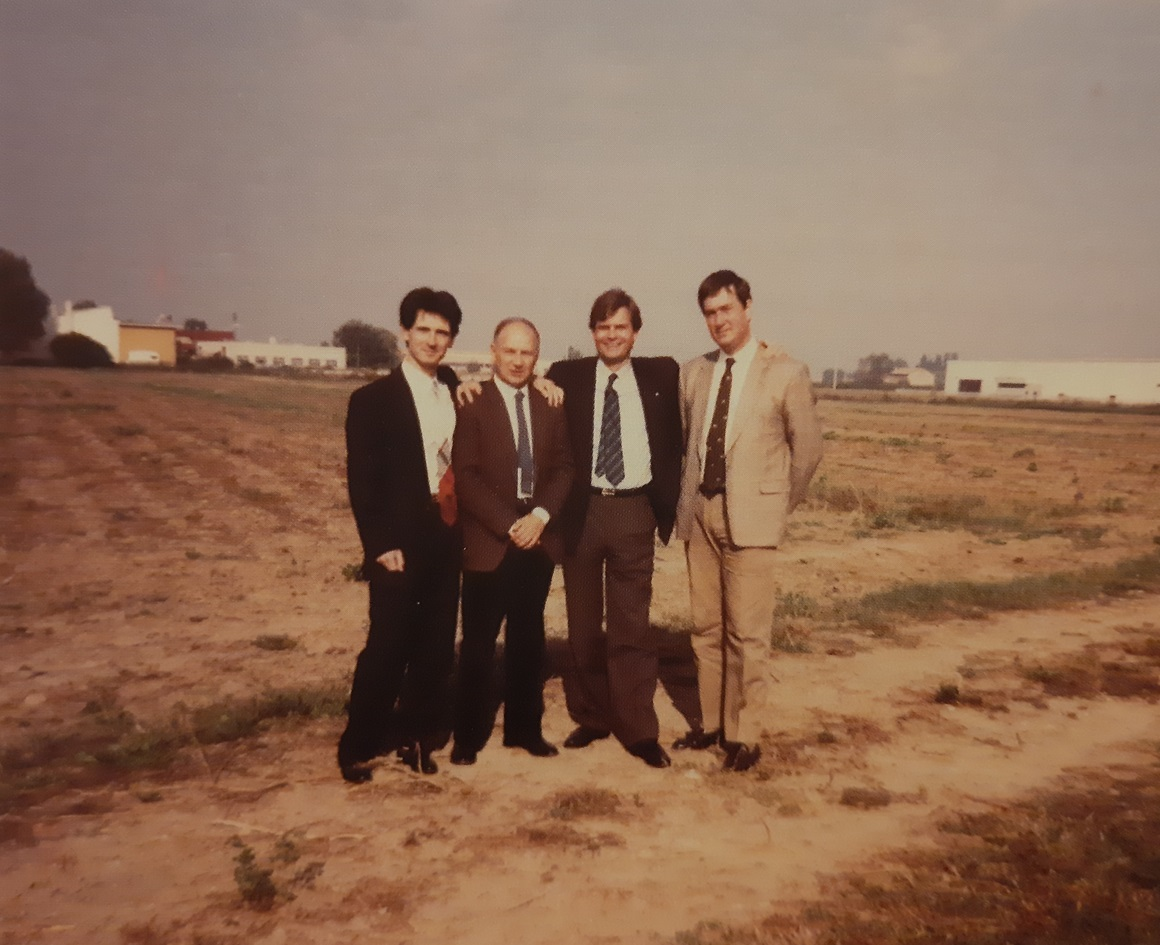
1987년년 캄포갈리아노 부지에서. 왼쪽부터 장 마르크 보렐(Jean Marc Borel), 파올로 스탄차니, 얀 크리스터 브라이트펠트(Jan Krister Breitfeld), 미셸 부가티(Michel Bugatti)

1987년 스탄차니는 A22 고속도로 서쪽, A1 고속도로에서 북쪽으로 약 2.5km 떨어진 사다리꼴 모양의 부지를 찾아냈다. 이곳은 모데나 북서쪽 10km에 있는 캄포갈리아노 지역으로, 신차 생산 공장을 점진적으로 건설하기에 충분한 공간을 제공했다.
부가티와 차량 개발을 위한 초기 합의에서 스탄차니는 부가티 오토모빌리 S.p.A.의 유일한 대표(Amministratore Unico)로 임명되었고, 회사 지분 35%를 보유하게 되었다. 그는 1990년 7월까지 부가티의 경영 및 기술 이사직을 맡았으나, 로마노 아르티올리가 회사 자본금을 늘리면서 그의 지분이 희석되었고 결국 회사를 떠났다. 이후 언론이나 자료에서 스탄차니의 이름은 전혀 언급되지 않았으며, 2000년대 웹 기사들이 프로젝트의 기원을 다시 조명하면서야 그의 역할이 알려졌다. 부가티 오토모빌리는 1995년에 파산했다.

## 부가티 이후: 포뮬러 1

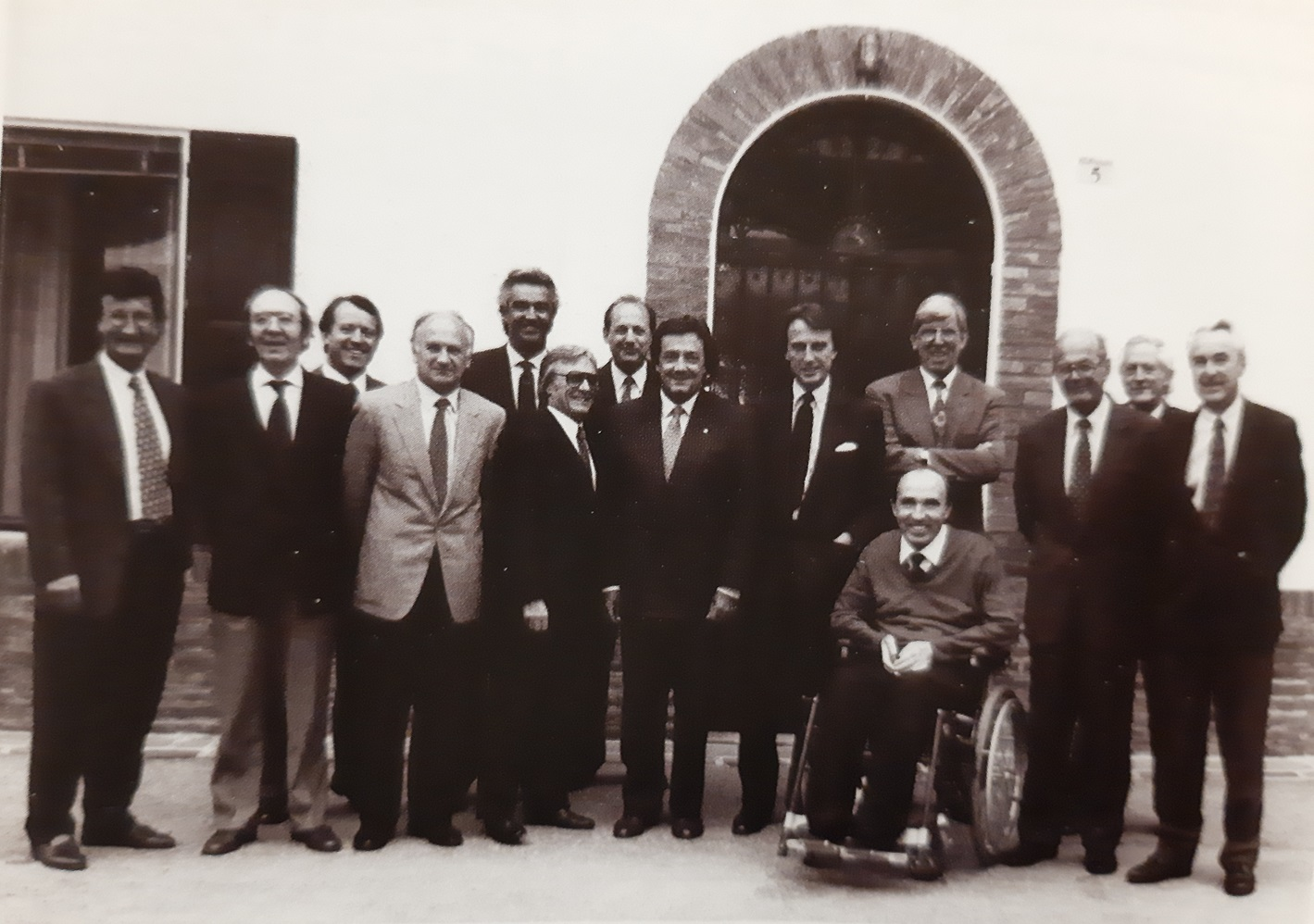
1991년에 촬영한 마라넬로에서의 팀 매니저들: 조던, 롬바르디, 올리버, 스탄차니, 브리아토레, 에클스톤, 데니스, 미나르디, 몬테제몰로, 타이렐, 윌리엄스, 루미, 팔라촐리, 라루스

1991년 스탄차니는 주세페 루키니의 요청으로 BMS 스쿠데리아 이탈리아 팀을 이끌기 위해 F1에 합류했다. 루키니는 이탈리아 철강업에 종사하는 가문 출신으로, 1970년대 오셀라(Osella) 레이싱카를 운전한 경력이 있었다. 브릭시아 모터 스포츠(Brixia Motor Sport)는 F1에 1988년 진입하기 전까지 투어링카 경주에 참여했던 팀이었다. 이곳에서 스탄차니는 잠파올로 달라라와 다시 만나게 되었는데, 달라라의 회사는 브레시아에 기반을 둔 팀에 복합소재 섀시를 공급했다.
이 시기 스탄차니는 엔진 공급업체(처음에는 저드, 이후 페라리)가 엔진을 임대·판매만 하고 내부 접근 권한을 주지 않아 성능에 관한 데이터가 거의 공개되지 않는 점에서 어려움을 겪었다. 이는 람보르기니 시절 파워트레인을 완전히 이해하던 경험과는 대조적이었다. 달라라와의 좋은 관계 덕분에 섀시와 서스펜션 역학은 잘 파악했지만, 1993년 로라(Lola) 섀시로 교체되면서(무상 제공 혜택 때문에) 다운포스가 줄어들었고, 이는 드라이버와 스탄차니, 루키니 모두에게 불만을 안겼다.
스탄차니는 페라리 엔진이 비교적 보수적인 세팅으로 공급된다고 판단하고, 혼다 엔진 사용을 위해 협상을 시작했다. 협상은 진행 중이었으나 혼다는 대신 팀 로터스의 로터스 107에 엔진을 공급하기로 했다. BMS 레이싱팀이 스폰서십이 줄어들 조짐이 보이자, 스탄차니는 루키니와 잔카를로 미나르디에게 협력하여 스쿠데리아 이탈리아와 미나르디 팀을 합병하라고 권했다. 합병 후 잔카를로 미나르디가 회장이 되었고, 파올로 스탄차니는 부회장이 되었으며, 새 조직은 ATR 그룹(복합소재 제조사)의 섀시와 포드 코스워스 HB 엔진을 장착한 F194를 출전시켰다. 당시 기술 이사는 알도 코스타였다.
1994년 산마리노 그랑프리에서 아이르통 세나가 사고를 당한 직후 스탄차니는 경기를 중단해야 한다고 주장했으나, FIA와 FOTA는 경기를 계속 진행했다. 그는 딸과 함께 세나의 상태를 확인하기 위해 포르투갈 드라이버 페드로 라미와 함께 볼로냐의 오스페달레 마조레 병원을 방문했다.

## 포뮬러 1 이후
BMS 스쿠데리아 이탈리아와 미나르디의 합병 이후에도 스탄차니는 잔카를로 미나르디의 인간적인 면과 기술력을 매우 존경했지만, 그리드에 남기 위해 필요한 막대한 자금에 점점 회의를 느꼈다. 이는 작은 팀들에게 매우 힘든 현실이었다. 결국 그는 1995년에 팀을 떠났고, 몇몇 파트너들과 함께 재생에너지 발전에 전념하는 회사를 설립했다. 이 회사는 오늘날까지 운영되고 있다.(https://www.energyintelligence.it/).